# Форель

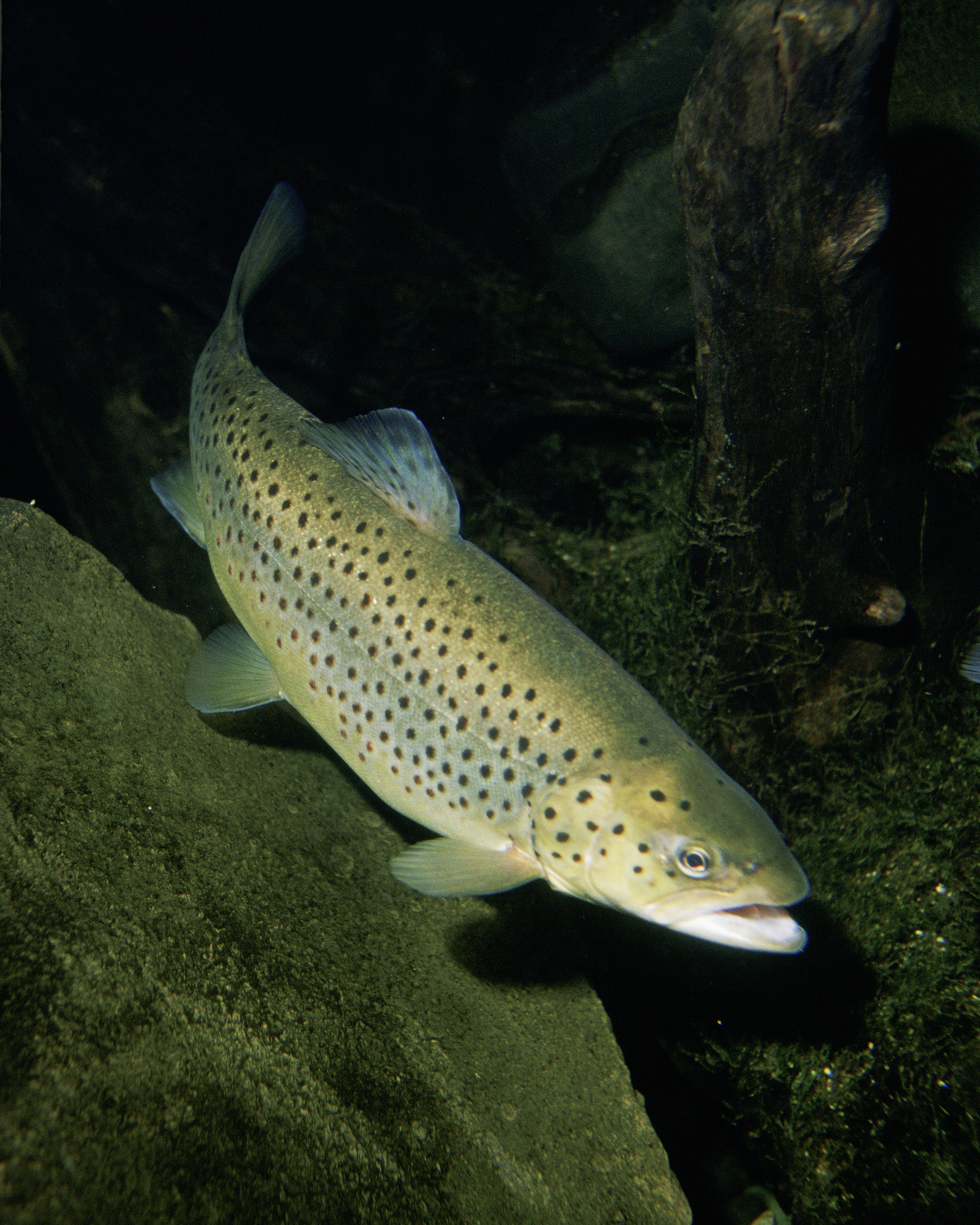
Кумжа,

Форе́ль — общее название нескольких пресноводных видов рыб, относящихся к семейству лососёвых (Salmonidae).
Форели присутствуют в трёх из семи родов семейства: лососи (Salmo), который включает атлантические виды; тихоокеанские лососи (Oncorhynchus) и гольцы (Salvelinus). Salmo ohridanus, также известный под названием Belvica, является видом пресноводных лососёвых рыб, эндемичных для озера Охрид в Албании и Македонии.

## Виды и подвиды
- Род Salmo

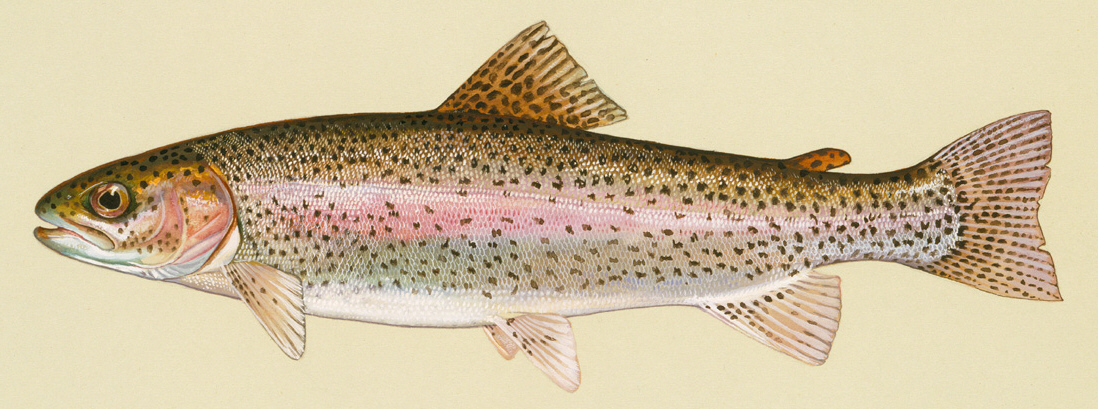
Радужная форель (Oncorhynchus mykiss)

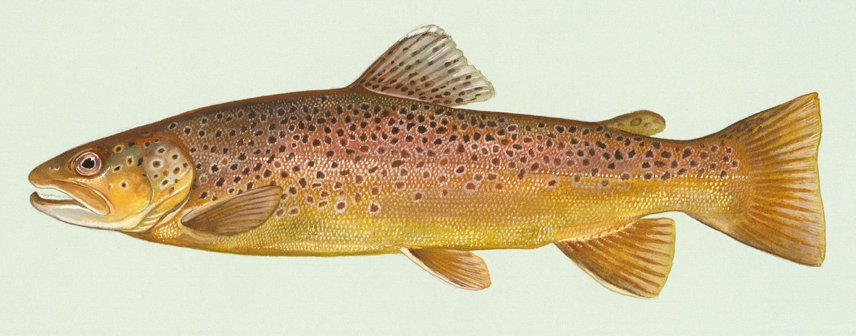
Ручьевая форель (Salmo trutta|Salmo trutta fario)

  - Адриатическая форель — Salmo obtusirostris
  - Ручьевая, озёрная форель или кумжа — Salmo trutta (несколько подвидов)
  - Турецкая плоскоголовая форель — Salmo platycephalus
  - Мраморная форель — Salmo trutta marmoratus
  - Амударьинская форель — Salmo trutta oxianus
  - Форель-летница — Salmo letnica
  - Севанская форель — Salmo ischchan
- Род Oncorhynchus
  - Аризонская форель — Oncorhynchus apache
  - Форель Бива — Oncorhynchus masou rhodurus
  - Лосось Кларка — Oncorhynchus clarki
  - Форель Гил — Oncorhynchus gilae
  - Золотая форель — Oncorhynchus aguabonita
  - Микижа — Oncorhynchus mykiss
- Род Salvelinus (Гольцы)
  - Американская палия — Salvelinus fontinalis, включая Salvelinus fontinalis timagamiensis[англ.]
  - Большеголовый голец — Salvelinus confluentus
  - Мальма — Salvelinus malma
  - Озёрный голец-кристивомер — Salvelinus namaycush
  - † Серебристый голец — Salvelinus fontinalis agassizi

## Этимология
Название этой группы рыб заимствовано из немецкого языка: нем. Forelle (ср. др.-в.-нем. forhana).

## Описание
Как вообще среди лососевых рыб, так и в роде Salmo установление видов чрезвычайно затруднительно вследствие близости их друг к другу и существования множества разновидностей. Поэтому и видовая самостоятельность форели часто подвергалась сомнению: так, настоящая или речная форель (S. fario) часто считается тождественной с озёрной форелью (S. lacustris).

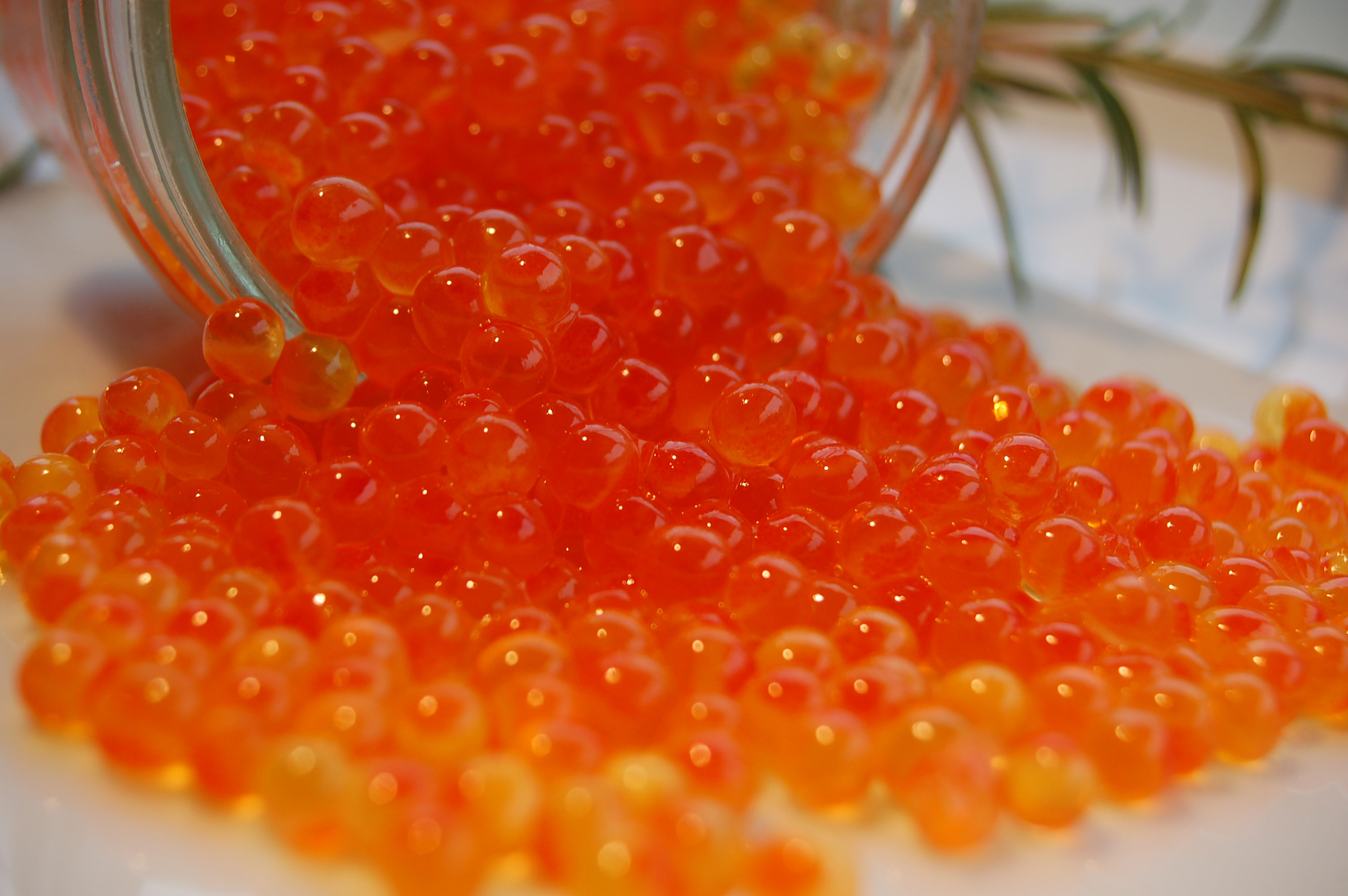
Икра форели

Форель характеризуется следующими признаками. В одной десятой части тела под боковой линией впереди вертикали, опущенной от начала спинного плавника, находится от 15 до 24 чешуй, а над анальным плавником от 13 до 19. Тело форели более или менее сжато с боков; морда короткая и усечённая; на сошнике находятся зубы: на заднем крае передней треугольной пластинки 3—4 зуба и на нёбной поверхности рукоятки сошника 2 ряда сильных зубов. Число лучей в спинном плавнике 3—4 (простые) и 910 (ветвистые), в грудных по 112, в брюшных по 118; в анальном 317—318, в хвостовых 17—19.
Окраска форели чрезвычайно изменчивая. Спинная сторона тела обыкновенно оливково-зелёного цвета; бока жёлто-зелёные с округленными чёрными, иногда окружёнными голубоватой каймой, и красными или белыми пятнами; брюшная сторона беловато-серого цвета, иногда с медно-жёлтым блеском; брюшные плавники жёлтые; спинные испещрены точками. Иногда преобладает общая более тёмная окраска, изредка переходящая в почти чёрную; точно так же наблюдается и более светлая окраска, иногда почти бесцветная. Вообще, цвет форели находится в зависимости от цвета воды и дна, от пищи и части времени года (во время нереста форель становится темнее). Замечено, что в известковой воде форель светлее и серебристее, а в реках с илистым или торфяным дном темнее. 

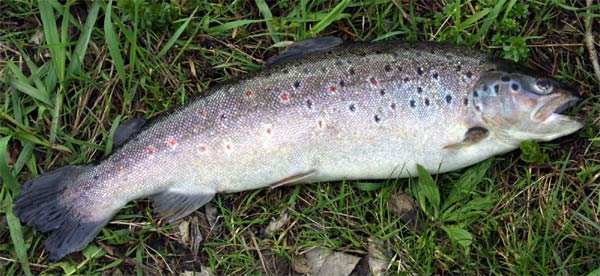
Ручьевая форель (Salmo trutta fario)

Самцы отличаются от самок меньшими размерами тела, большей величиной головы и большим числом зубов; у старых самцов конец нижней челюсти иногда загибается кверху. Цвет мышц (мяса) бывает то белый, то желтоватый, то красноватый. Форель никогда не достигает очень значительной величины: длина её доходит до 1 м, масса до 20 кг; в большинстве случаев форель бывает в 20—30 см длиной и весит 400—600 г. Желтоватые или красноватые яйца в диаметре 4—5 мм. Икра форели служила объектом многих эмбриологических исследований. При развитии форели довольно часто наблюдаются отклонения от нормального развития: уродства (двухголовые рыбки и т. п.), гермафродитизм и альбинизм.

## Интересные факты
В системы фильтрации сточных вод запускают форелей, потому что они наиболее чувствительны к загрязнению. Как только появляется токсичное вещество, эти рыбы погибают первыми.